# Iulia Bobeică
Iulia Bobeică, férjezett neve Bulie (Gorbănești, 1967. július 3. –) világbajnok és olimpiai ezüstérmes román evezős.

## Pályafutása
A Metalul, majd a Steaua Bucureşti versenyzője volt. Az 1992-es és az 1996-os olimpián vett részt. Az 1992-es barcelonai olimpián ezüstérmet szerzett társaival. 1990 és 1995 között a világbajnokságokon három arany-, két-két ezüst- és bronzérmet szerzett.

## Sikerei, díjai
- Olimpiai játékok – nyolcas
  - ezüstérmes: 1992, Barcelona
- Világbajnokság
  - aranyérmes (3): 1990 (kormányos nélküli négyes, nyolcas), 1993 (nyolcas)
  - ezüstérmes (2): 1994 (kormányos nélküli kettes), 1995 (nyolcas)
  - bronzérmes (2): 1991, 1994 (nyolcas)